# Олекса Довбуш (фільм, 1959)
«Оле́кса До́вбуш» — український радянський художній фільм кіностудії імені Олександра Довженка, знятий режисером Віктором Івановим у 1959 році. В кінопрокаті стрічка демонструвалася також і російською мовою.

## У ролях
- Афанасій Кочетков — Олекса Довбуш;
- Наталія Наум — Марічка, кохана Олекси;
- Олег Борисов — Юзеф;
- Марк Перцовський — пан Яблонський;
- Надія Чередниченко — пані Яблонська;
- Дмитро Мілютенко — воевода Пшеремський;
- Юрій Лавров — гетьман граф Потоцький;
- Григорій Тесля — козак Михайло;
- Семен Лихогоденко — німий;
- Ярослав Геляс — Штефан;
- В'ячеслав Болеславський — Мацек;
- Петро Вескляров — дід Петрія;
- Наталія Кандиба — епізод;
- Олександр Короткевич — піп Клям;
- Лев Олевський — пан; немає в титрах;
- Микола Муравйов — Варцаба

## Оцифрована версія
У листопаді 2015 року Центр Довженка оцифрував автентичну україномовну фонограму на замовлення Львівської міської громадської організації «Підкова». Щоправда україномовне аудіо приєднали до російськомовного цензурованого відео тривалістю 75 хв, хоча у фондах Львівської обласної контори кінопрокату на кіноплівці й збереглася оригінальна нецензурована 91-хвилинна версія, довша на 15 хвилин від цензурованої російськомовної версії.
Оригінальна україномовна версія є частковий дубляжем: російський актор Афанасій Кочетков розмовляв на зйомках російською й його було передубльовано українською в пост-обробці. Станом на 2023 рік повну україномовну версію (91-хвилинну, а не 75-хвилинну) так і не було оцифровано та оприлюднено.